# Étoile Filante Ouagadougou
Étoile Filante Ouagadougou es un equipo de fútbol de Burkina Faso, ubicado en Uagadugú. Disputa sus partidos de local en el estadio Stade du 4-Août Los colores del club son azul, blanco y negro.

## Palmarés

### Torneos nacionales
- Primera División de Burkina Faso (13):[5][6]

1965, 1985, 1986, 1988, 1990, 1991, 1992, 1993, 1994, 2001, 2008, 2014
- Copa de Burkina Faso (23):

1963, 1964, 1965, 1970, 1972, 1975, 1976, 1985, 1988, 1990, 1992, 1993, 1996, 1999, 2000, 2001, 2003, 2006, 2008, 2011, 2017, 2023, 2024
- Recopa de Burkina Faso (2):

1991, 1999
- Supercopa de Burkina Faso (5):

1993/94, 1995/96, 1998/99, 2002/03, 2005/06

## Participación internacional

### Liga de Campeones de la CAF
| Temporada | Ronda      | Club           | Casa | Visita | Global |
| --------- | ---------- | -------------- | ---- | ------ | ------ |
| 2002      | 1          | Enyimba FC     | 3-1  | 0-4    | 3-5    |
| 2009      | Preliminar | Heart of Lions | 2-0  | 2-3    | 4-3    |
| 2009      | 1          | ASEC Mimosas   | 0-1  | 0-2    | 0-3    |
| 2015      | Preliminar | AS Pikine      | 0-0  | 0-1    | 0-1    |

### Copa Africana de Clubes Campeones
| Temporada | Ronda      | Club            | Casa  | Visita | Global |
| --------- | ---------- | --------------- | ----- | ------ | ------ |
| 1966      | 1          | Stade d'Abidjan | 2-0   | 1-4    | 3-4    |
| 1986      | Preliminar | ASC Ksar        | w.o.1 | w.o.1  | w.o.1  |
| 1986      | 1          | JE Tizi-Ouzou   | 1-1   | 0-5    | 1-6    |
| 1989      | Preliminar | Zumunta AC      | 1-1   | 2-0    | 3-1    |
| 1989      | 1          | ES Tunis        | 0-0   | 1-2    | 1-2    |
| 1991      | 1          | Union Douala    | 1-2   | 0-3    | 1-5    |
| 1992      | 1          | ASEC Mimosas    | 1-2   | 0-2    | 1-4    |
| 1993      | Preliminar | SC Bissau       | w.o.2 | w.o.2  | w.o.2  |
| 1993      | 1          | MC Oran         | 1-0   | 0-2    | 1-2    |
| 1994      | 1          | ES Tunis        | 2-3   | 0-5    | 2-8    |
| 1995      | 1          | ES Tunis        | 1-1   | 1-4    | 2-5    |

1- ASC Ksar abandonó el torneo.

2- SC Bissau abandonó el torneo.

### Copa Confederación de la CAF
| Temporada | Ronda      | Club             | Casa | Visita | Global      |
| --------- | ---------- | ---------------- | ---- | ------ | ----------- |
| 2004      | Preliminar | Dynamic Togolais | 2-0  | 0-0    | 2-0         |
| 2004      | 1          | Wydad Casablanca | 0-0  | 0-1    | 0-1         |
| 2007      | Preliminar | Sahel SC         | 1-1  | 2-2    | 3-3 (a)     |
| 2007      | 1          | US Ouakam        | 1-0  | 0-1    | 1-1 (4-3 p) |
| 2007      | 2          | Mwana Africa FC  | 2-0  | 0-3    | 2-3         |
| 2012      | Preliminar | Dragons FC       | 2-0  | 0-1    | 2-1         |
| 2012      | 1          | ASEC Mimosas     | 2-2  | 0-2    | 2-4         |
| 2018      | Preliminar | Olympique Star   | 0-1  | 0-0    | 0-1         |
| 2023/24   | 1          | Casa Sports      | 0-0  | 1-1    | 1-1 (a)     |
| 2023/24   | 2          | Rivers United    | 0-0  | 0-2    | 0-2         |
| 2024/25   | 1          | Hafia FC         | 0-0  | 1-1    | 1-1 (a)     |
| 2024/25   | 2          | Enyimba FC       | 0-0  | 0-0    | 0-0 (2-3 p) |

### Copa CAF
| Temporada | Ronda            | Club            | Casa | Visita | Global |
| --------- | ---------------- | --------------- | ---- | ------ | ------ |
| 1996      | 1                | MC Oran         | 1-1  | 1-3    | 2-4    |
| 1999      | 1                | Great Olympics  | 2-0  | 2-3    | 4-3    |
| 1999      | 2                | AS Vita Club    | 2-1  | 1-1    | 3-2    |
| 1999      | Cuartos de final | Canon Yaoundé   | 1-1  | 0-1    | 1-2    |
| 2003      | 1                | Raja Casablanca | 2-3  | 0-4    | 2-7    |

### Recopa Africana
| Temporada | Ronda      | Club      | Casa | Visita | Global |
| --------- | ---------- | --------- | ---- | ------ | ------ |
| 1997      | Preliminar | Sahel SC  | dq1  | dq1    | dq1    |
| 1997      | 1          | ES Sahel  | 3-0  | 0-4    | 3-4    |
| 2000      | 1          | FAR Rabat | 0-0  | 0-1    | 0-1    |

1- Los equipos de Níger fueron descalificados debido a que sus federaciones tenían deudas con la CAF.